# Rachele Farina
Rachele Farina (La Spezia, 1930 – La Spezia, 13 giugno 2019) è stata una storica italiana.

## Biografia e opere principali
Si laureò a Torino con il massimo dei voti e una tesi su "Antonio Labriola – Il pensiero filosofico" che ebbe la dignità di stampa e vinse il Premio Guzzo 1954 come miglior tesi dell'anno in storia della Filosofia. Durante gli studi universitari lavorò come telefonista alla STIPEL, svolgendovi anche attività sindacale. Come rappresentante delle telefoniste CGIL prese parte a due contrattazioni nazionali di categoria. 
Nel 1948 vinse il 2º premio del concorso indetto da una rivista allora molto famosa, Il Calendario del Popolo, per un saggio sul tema "1848-1849".
Dedicatasi all'insegnamento fu docente di Lettere nella Scuola media del Convitto Scuola della Rinascita di Milano e portò l'istituto al riconoscimento legale. Nel 1956, dopo i fatti d'Ungheria e le vicende della cellula PCI del Convitto, uscì dal PCI, pur rimanendo sempre una indipendente di Sinistra.
Vinto il Concorso statale a cattedra continuò l'insegnamento di Lettere nelle Scuole Medie Superiori a Milano, a Torino, dove aveva seguito il marito Luigi Gruppi, e poi ancora a Milano, nel 1974.
Nel 1974, assieme a Magda Novero, scrisse per le edizioni La Salamandra di Torino, "La prestazione, la questione maschile", in cui si analizzano i costi del maschio per la mancata soluzione della questione femminile.
Per l'affermazione della necessità di procedere ad una vera liberazione della donna, e quindi diffusosi il bisogno di riesaminare il valore della partecipazione delle donne ai momenti più decisivi della storia italiana, assieme ad Anna Maria Bruzzone, decise di raccogliere con il metodo della storia orale, non solo le testimonianze autobiografiche di 12 partigiane piemontesi, ma anche i giudizi politici su fatti ed avvenimenti da queste vissuti. Nacque così "La Resistenza taciuta",  edita nel 1976 dalle edizioni La Pietra di Milano, ristampata nel 2003 da Bollati Boringhieri con prefazione di Anna Bravo.
Nel 1978, sempre per la stessa Casa editrice, curò "Un nocciolo di verità", biografia di una dimenticata protocomunista torinese, Felicita Ferrero, che conobbe il carcere sotto il Fascismo, la vita dei fuoriusciti a Parigi, dove si era trasferita assieme a Velio Spano che avrebbe dovuto sposare, quindi la grande esperienza di vivere nella Russia dei Soviet, come giornalista della Izvestija e della Pravda, anche durante la guerra contro il Nazifascismo le cui truppe giunsero sino a pochi chilometri da Mosca.
Di nuovo a Milano, sempre nel 1978, si dedicò ad un'altra forma di didattica, le grandi mostre storico-documentarie. Fu così responsabile, assieme a Giuseppe Pintorno, del settore "Vita sociale" nella grande mostra "1778-1978 Il bicentenario della Scala", allestita a Palazzo Reale per conto del Comune di Milano e con il coordinamento di Paolo Grassi.
L'8 marzo 1981 organizzò alla Piccola Scala il concerto "Musiche di donne lombarde" e due anni dopo, sempre per il Comune di Milano, fu ideatrice e coordinatrice generale della mostra "Esistere come donna", allestita sempre a Palazzo Reale, che fu un'apprezzata rassegna della condizione storica della donna europea ed ebbe vari riconoscimenti, tra cui il Premio Europa 1983, e valse a Rachele Farina il cavalierato della Repubblica. La mostra presentò altre due rassegne retrospettive per ricordare le donne artiste: le rassegne personali di Käthe Kollwitz e Genni Mucchi. Numerose le collaboratrici/specialiste impegnate nell'avvenimento: mentre Anna Castelli Ferrieri assumeva l'incarico di architetto, lavorarono anche Anna e Lica Steiner quali grafiche della manifestazione e del catalogo, pubblicato da Gabriele Mazzotta.
Nel 1985 fu Presidente della Commissione cultura della Consulta Femminile della Regione Lombardia e, circa negli stessi anni, fu Presidente dell'Unione femminile nazionale di Milano, una delle più antiche associazioni femminili per l'emancipazione e il miglioramento della condizione femminile, ove aprì uno sportello gratuito per l'informazione e l'aiuto alle pensionate, organizzando anche una serie di conferenze sulla condizione delle donne americane e sulla storia delle donne lombarde ed altri argomenti. Ancora oggi molto attivo all'UFN lo Sportello Giuridico per la Donna organizzato da Rachele Farina frequentato da persone provenienti da tutta Italia ed anche da alcune trasferite all'estero.
Nel 1986 fondò il Centro di Studi storici "Esistere come donna" con sede alla Società umanitaria di Milano.
Nel 1989 ha attivamente partecipato al Convegno "Les femmes et la Révolution française", presentando la relazione "La Patrie des Italiennes", pubblicata nel 3° Volume degli Atti del Convegno, Tolosa, 1991.
Nel 1995 per conto dell'ANPI ha presentato a Milano, a Palazzo Bagatti Valsecchi, la mostra "Dal silenzio imposto al voto: un diritto che compie 50 anni". La mostra ebbe anche un'edizione a Ravenna, ospitata dal Comune di quella città.
Sempre nel 1995 ha pubblicato, presso la casa editrice Baldini e Castoldi, il "Dizionario biografico delle donne lombarde (568-1968)", con il patrocinio della Regione Lombardia e del Comune di Milano.
Nel 1996 ha pubblicato, nell'antologia "Incontri stendhaliani" edita dal Comune di Milano, un saggio sulla figura di Metilde Viscontini Dembowski, il grande amore di Stendhal, intitolato "Metilde, l'incanto del coraggio".
Unico excursus nell'ambito della storia militare il saggio "L'8 settembre a Singapore, proposta di ricostruzione delle vicende accadute ad alcune unità della Marina italiana", pubblicato su "Studi e ricerche di Storia contemporanea" n° 48 – Dicembre 1997. Su tale episodio, a cui aveva partecipato anche il padre, tenne una conferenza al Circolo San Giorgio di La Spezia 
dal titolo "Tre sommergibili a caccia di giustizia".
Nell'aprile 1999, nella Sala del Tesoro del Castello Sforzesco di Milano, ha coordinato per il Comune di Milano e per la Regione Lombardia la mostra "Le amanti del libro", prima rassegna al mondo sulle donne bibliofile. Il catalogo della manifestazione è stato edito come numero speciale del 1999 dalla rivista "Libri e documenti".
Nel 2001 la casa editrice Bollati Boringhieri di Torino pubblicò il suo volume "Simonetta. Una donna alla corte dei Medici", che vinse il premio "Cinque Terre" e il "Premio Camera dei Deputati del 2002". Esso riapriva l'interesse per la storia del Golfo spezzino, soprattutto nella sua costa occidentale.
Studiosa di Angelika Kauffmann, che considera la "pittrice della non violenza" ha ora terminato una biografia della pittrice che tanto successo ebbe nel Settecento europeo.
Nel 2007, presso l'editore Irene Giacché di La Spezia, dava alla luce "Artiglie', nascita di un rione del Fezzano" (il paese dove abita), recuperando a tale storia non solo i documenti storici tradizionali, ma anche la testimonianza orale di un personaggio popolare memore delle vicende del suo paese. Per questo lavoro come per il lungo impegno culturale dimostrato, nel novembre 2008 Rachele Farina venne insignita del Premio 2008 della Camera dei Deputati della Repubblica.
Nell'ambito di un grande Convegno Nazionale dal tema "Politica e amicizia", per illustrare un aspetto della storia di genere in Italia, nella primavera del 2007 trattò all'Università di Milano l'argomento: "Nessuno lo farà per noi - Amicizie e polemiche lungo la vita di Anna Maria Mozzoni". Gli atti sono in corso di stampa presso la casa editrice Angeli di Milano.
Il 4 ottobre 2008 ha presentato a Gorizia nell'ambito delle celebrazioni del Centenario della nascita della fondazione delle infermiere volontarie della Croce rossa, la relazione "La crocerossina nell'Italia che cambia", edita dall'editore Gaspari di Udine negli Atti del Convegno.
Nel 2010 pubblica per le edizioni Unione Femminile di Milano il volume Henry Dunant, la pace e il filo di Arianna per vincere il minotauro mentre l'anno successivo Nessuno lo farà per noi. Amicizie e polemiche lungo la vita di Anna M. Mozzoni in Emma Scaramuzza, Politica e Amicizia, Milano Franco Angeli Editore, 2011.
Nel 2013 Rachele Farina pubblica il libro Costantino Costantini, la bella palazzina e il suo misterioso architetto, con prefazione di Marzia Ratti, Milano, Book Time.
Muore a Fezzano dove si era trasferita da Milano il 13 giugno 2019.

## Scritti
- Rachele Farina, Dizionario biografico delle donne lombarde, 568-1968, Milano, Baldini&Castoldi, 1985  [1985].
- Anna Maria Bruzzone e Rachele Farina (a cura di), La Resistenza taciuta, dodici vite di partigiane piemontesi, prefazione di Anna Bravo, Torino, Bollati Boringhieri, 2003.
- Farina, Rachele, Simonetta, una donna alla corte dei Medici, Torino, Bollati Boringhieri, 2001.